# North Collins
North Collins és una població dels Estats Units a l'estat de Nova York. Segons el cens del 2000 tenia 1.079 habitants.

## Demografia
Segons el cens del 2000, North Collins tenia 1.079 habitants, 414 habitatges, i 284 famílies. La densitat de població era de 520,8 habitants per km².
Dels 414 habitatges en un 34,5% hi vivien nens de menys de 18 anys, en un 51% hi vivien parelles casades, en un 12,6% dones solteres, i en un 31,2% no eren unitats familiars. En el 25,1% dels habitatges hi vivien persones soles l'11,4% de les quals corresponia a persones de 65 anys o més que vivien soles. El nombre mitjà de persones vivint en cada habitatge era de 2,58 i el nombre mitjà de persones que vivien en cada família era de 3,11.
Per edats la població es repartia de la següent manera: un 27,9% tenia menys de 18 anys, un 6,3% entre 18 i 24, un 31,9% entre 25 i 44, un 20,7% de 45 a 60 i un 13,3% 65 anys o més.
L'edat mediana era de 36 anys. Per cada 100 dones de 18 o més anys hi havia 99,5 homes.
La renda mediana per habitatge era de 38.750 $ i la renda mediana per família de 47.679 $. Els homes tenien una renda mediana de 36.136 $ mentre que les dones 23.125 $. La renda per capita de la població era de 16.528 $. Cap de les famílies i el 9,3% de la població estaven per davall del llindar de pobresa.